# Cirsium chrysacanthum
Cirsium chrysacanthum là một loài thực vật có hoa trong họ Cúc. Loài này được (Ball) Jahand. mô tả khoa học đầu tiên năm 1923.